# Breinigerberg
Breinigerberg Stolberghez tartozó városrész kb. 971 lakossal. Stolberg város Aachen (Németország) körzetéhez tartozik. Breinigerberget népiesen „Balkan”-nak is nevezik.
A 12-es országút (L12) köti össze Breinigerberget a tőle nyugatra fekvő Breiniggal.

## Sport
A városrészben két sportpálya van. Az egyiken a hely FC Breinigerberg edz. 1988-ban bezárták a főiskolát, majd ezt a Remember ifjúsági klub kezdte el használni.